# 木村重義

## 本文
木村重義（きむら しげよし、1908年（明治41年）6月5日-1980年（昭和60年）6月27日）は、日本の経済学者（会計学）。学位は、経済学博士（東京大学・1960年）。東京大学名誉教授。

## 人物・経歴
- 東京府淀橋区（現：東京都新宿区）出身[2]。
- 1931年(昭和6年)東京帝国大学経済学部を卒業。上野道輔教授に師事[2]。
- 小樽商科大学元教授、北海道大学元特任教授、東京大学元教授、東京大学元経済学部長。後に、明治大学元教授、創価大学元教授。他に、日本会計研究学会元理事、全国食糧信用協会信用審査元委員、国際経済商学学生協会元会長 など[1]。

## 主な著作
- 工業会計　叢文閣　1943年
- 会計学の根本原理　同文館　1949年
- 資産評価論　中央経済社　1953年
- 会計学原論　同文館　1954年
- 会計監査総説　春秋社　1955年
- 会計学研究　厳松堂　1956年
- G・O・メイ財務会計　ダイヤモンド社　1957年
- 決算評価論　中央経済社　1958年
- 会計原則コンメンタール　中央経済社　1958年
- 体系・近代会計学Ⅰ 資本と利益の区分の原則　中央経済社　1959年
- 体系・近代会計学Ⅳ 資産会計論 繰延資産会計論　中央経済社　1961年
- 簿記論（公認会計士受験講座）　中央経済社　1961年
- 簿記要論　中央経済社　1963年
- 経済学研究入門　会計学六　東大出版　1967年
- 要説財務諸表論　税務経理協会　1967年
- 体系・会計学辞典　ダイヤモンド社　1969年
- G・O・メイ財務会計　同文館　1970年
- 会計総論　同文館　1976年

## 親族
父は木村重治（西洋史学者 立教大学元学長）。